# 6117 Brevardastro
6117 Brevardastro è un asteroide della fascia principale. Scoperto nel 1985, presenta un'orbita caratterizzata da un semiasse maggiore pari a 2,3432472 UA e da un'eccentricità di 0,0668313, inclinata di 6,12463° rispetto all'eclittica.
L'asteroide è dedicato all'associazione astronomica della contea di Brevard.